# 587 TCN
587 TCN là một năm trong lịch La Mã.